# Kirkel

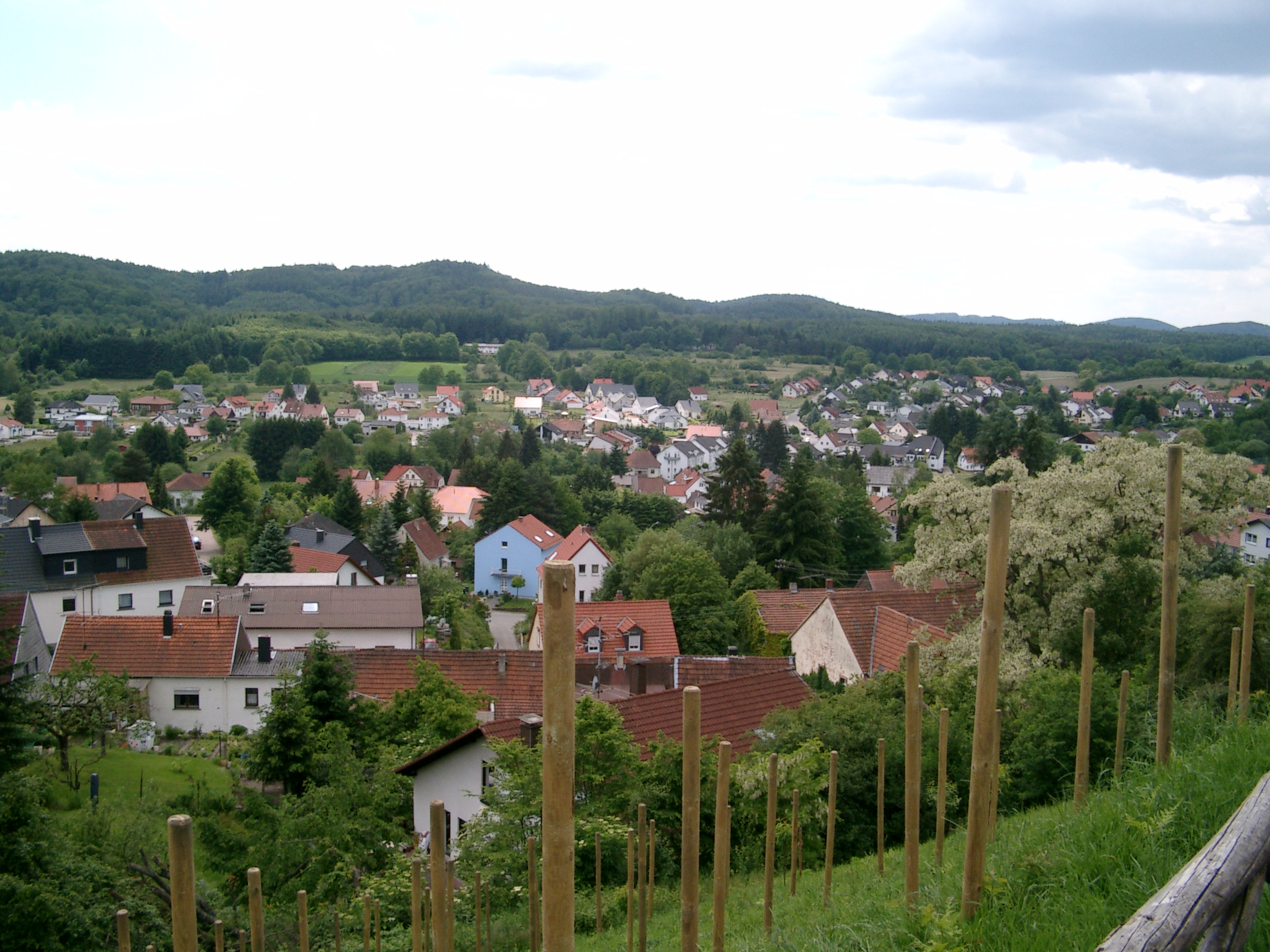
Sicht auf Kirkel-Neuhäusel

Die Gemeinde Kirkel (ⓘ) liegt im Osten des Saarlandes im Saarpfalz-Kreis.

## Geographie

### Gemeindegliederung
Die Gemeinde besteht aus den drei Orten Kirkel-Neuhäusel, Limbach und Altstadt. Zu Kirkel-Neuhäusel gehört der Ortsteil Abstäberhof, zu Limbach der Ortsteil Bayerisch Kohlhof und zu Altstadt der Zollbahnhof Limbach-Altstadt.
Im Zuge der saarländischen Gebietsreform 1974 wurden die oben genannten Ortsteile zu einer Gemeinde zusammengeschlossen.

### Geographische Lage
Kirkel-Neuhäusel liegt im bzw. am Sankt Ingbert-Kirkeler Waldgebiet, die Ortsteile Limbach und Altstadt liegen an der Blies. Die nächsten größeren Städte sind die Kreisstadt Homburg etwa zwei Kilometer östlich, St. Ingbert etwa acht Kilometer westlich, Neunkirchen etwa neun Kilometer nördlich und Zweibrücken etwa elf Kilometer südlich.

### Einwohnerstatistik
| Ortsteil         | Ew.    | M     | W     | A   | rk.   | ev.   | so. | oh.   |
| ---------------- | ------ | ----- | ----- | --- | ----- | ----- | --- | ----- |
| Altstadt         | 1.751  | 902   | 849   | 38  | 527   | 899   | 62  | 263   |
| Kirkel-Neuhäusel | 4.437  | 2.220 | 2.217 | 119 | 1.745 | 1.842 | 155 | 695   |
| Limbach          | 3.902  | 2.029 | 1.873 | 170 | 1.161 | 1.983 | 219 | 539   |
| Gesamt           | 10.090 | 5.151 | 4.939 | 327 | 3.433 | 4.724 | 436 | 1.497 |

Erläuterung der Abkürzungen:
Ew. = Einwohner, M = Männlich, W = Weiblich, A = Ausländer, rk. = römisch-katholisch, ev. = evangelisch, so. = sonstige Religion, oh. = ohne Religion.
(Stand: 31. Dezember 2012)

### Konfessionsstatistik
Gemäß Zensus 2011 waren 33,5 % der Bevölkerung katholisch, 47,3 % evangelisch, und 19,2 % gehörten anderen oder keiner öffentlich-rechtlichen Religionsgemeinschaft an. Der Anteil der Protestanten und Katholiken an der Gesamtbevölkerung ist seitdem jährlich um 1 Prozentpunkt gesunken. Gemäß dem Zensus 2022 waren 29,7 % der Einwohner katholisch, 37,5 % evangelisch, und 32,7 % waren konfessionslos, gehörten einer anderen Glaubensgemeinschaft an oder machten keine Angabe. Laut Zensus 2022 war Kirkel die einzige Gemeinde im Saarland mit mehrheitlich evangelischer Bevölkerung.

## Geschichte
Die Gemeinde Kirkel ist anlässlich der Gebietsreform am 1. Januar 1974 aus den bis dahin selbstständigen Gemeinden Kirkel-Neuhäusel, Limbach bei Homburg und Altstadt entstanden. Ein Teilgebiet von Kirkel-Neuhäusel mit damals mehr als 400 Einwohnern (Eschweilerhof) wurde nach Neunkirchen/Saar umgegliedert.
Die Wohnsiedlung Bayerisch Kohlhof, die der Gemeinde Limbach bei Homburg angehörte, wurde am 1. Januar 1975 ebenfalls der Stadt Neunkirchen/Saar zugesprochen. Gegen diese Abtretung als auch gegen die Abtretung des Eschweilerhofes hatten die neue Gemeinde Kirkel wie auch die früheren Gemeinden Kirkel-Neuhäusel bzw. Limbach beim Verfassungsgerichtshof des Saarlandes Verfassungsbeschwerde eingelegt. Diese wurde jedoch durch das Urteil vom 17. November 1975 verworfen. Nachdem die Regierung des Saarlandes im Jahr 1979 angekündigt hatte, die strittigen Neugliederungsmaßnahmen noch einmal überprüfen zu wollen, kam es im Februar 1980 zu großen Bemühungen der Gemeinde Kirkel, die abgetretenen Gebiete zurückzugewinnen. Die Stadt Neunkirchen war zu Verhandlungen nicht bereit. Am 10. Mai 1983 erließ die Regierung des Saarlandes eine Rechtsverordnung zur Umgliederung der bewohnten Teile des Bayerischen Kohlhofes in die Gemeinde Kirkel. Die Stadt Neunkirchen ging dagegen gerichtlich vor und bekam am 30. Januar 1984 Recht; denn der Verfassungsgerichtshof gab der Klage statt. Somit verblieb das strittige Gebiet bei Neunkirchen. Schließlich erließ der Landtag des Saarlandes am 23. Januar 1985 ein Gesetz, mit dem die bewohnten Teile der Siedlung Bayerischer Kohlhof mit Wirkung vom 1. April 1985 endgültig der Gemeinde Kirkel zugesprochen wurden. Das Gebiet kam zum Ortsteil Limbach.
Die Ortsteile haben eine weitaus längere Geschichte. So gibt es Spuren römischer Besiedlung. Die Burg Kirkel wurde bereits im Jahre 1075 das erste Mal urkundlich erwähnt. Bereits zuvor bestand in den heutigen Hollerlöchern die Hollerburg, die vermutlich aus dem 9. Jahrhundert stammte.
Das Dorf Kirkel-Neuhäusel entstand im Spätmittelalter am Fuße des Burghügels. Der Ort Limbach wurde 1219 erstmals erwähnt. Der Ort Altstadt ist das ursprüngliche Limbach. Im 13. Jahrhundert verlagerte sich der Ortskern, so dass der alte Ort (Alte Stätte) übrig blieb.

## Politik

### Gemeinderat
Die Gemeinderatswahl am 9. Juni 2024 führte bei einer Wahlbeteiligung von 76,7 % zu folgendem Ergebnis:
| Partei    | Sitze | Stimmenanteil |
| CDU       | 13    | 37,9 %        |
| SPD       | 13    | 37,7 %        |
| FDP       | 3     | 10,0 %        |
| Grüne     | 3     | 9,6 %         |
| Die Linke | 1     | 4,7 %         |

Frühere Wahlen hatten folgende Ergebnisse:
| Partei    | Sitze 2004 | Sitze 2009 | Sitze 2014 | Stimmenanteil 2014 |    | Sitze 2019 | Stimmenanteil 2019 |
| --------- | ---------- | ---------- | ---------- | ------------------ | -- | ---------- | ------------------ |
| CDU       | 12         | 9          | 9          | 31,4 %             | 8  | 24,9 %     |                    |
| SPD       | 16         | 15         | 13         | 46,1 %             | 15 | 42,9 %     |                    |
| Grüne     | 3          | 3          | 3          | 10,7 %             | 6  | 18,0 %     |                    |
| FDP       | 2          | 3          | 1          | 5,0 %              | 2  | 7,8 %      |                    |
| Die Linke | –          | 3          | 1          | 6,9 %              | 2  | 6,5 %      |                    |

### Bürgermeister
- 1974–1981: Ernst Bach, SPD
- 1981–2001: Arno Hussong, SPD
- 2001–2009: Armin Hochlenert, CDU
- 2009–2024: Frank John, SPD
- Seit 2024: Dominik Hochlenert, CDU

Bei der Stichwahl am 23. November 2008 setzte sich Frank John (SPD) mit 52,9 % gegen Armin Hochlenert (CDU) mit 47,1 % durch. Bei der nächsten regulären Bürgermeisterwahl am 11. September 2016 gewann Frank John (SPD) erneut, dieses Mal gegen seinen Herausforderer Carsten Baus (CDU) und wurde mit 76 % wiedergewählt.
Bei der Bürgermeisterwahl am 9. Juni 2024 wurde der CDU-Kandidat Dominik Hochlenert in der bisherigen SPD-Hochburg bereits im ersten Wahlgang  mit 58,39 % der abgegebenen Stimmen zum neuen Bürgermeister gewählt. Er setzte sich gegen Dennis Jahnke (SPD, 31,68 %) und Carsten Betz (FDP, 9,93 %) durch.

### Wappen
Das Wappen wurde am 22. März 1981 verliehen.
Blasonierung: „In Blau über einem vom rechten unteren Schildrand ausgehenden aufsteigenden silbernen Schnörkel, ein von drei balkenweise gestellten silbernen Lindenblättern überhöhtes, balkenweise gelegtes goldenes Schwert.“

### Gemeindepartnerschaften

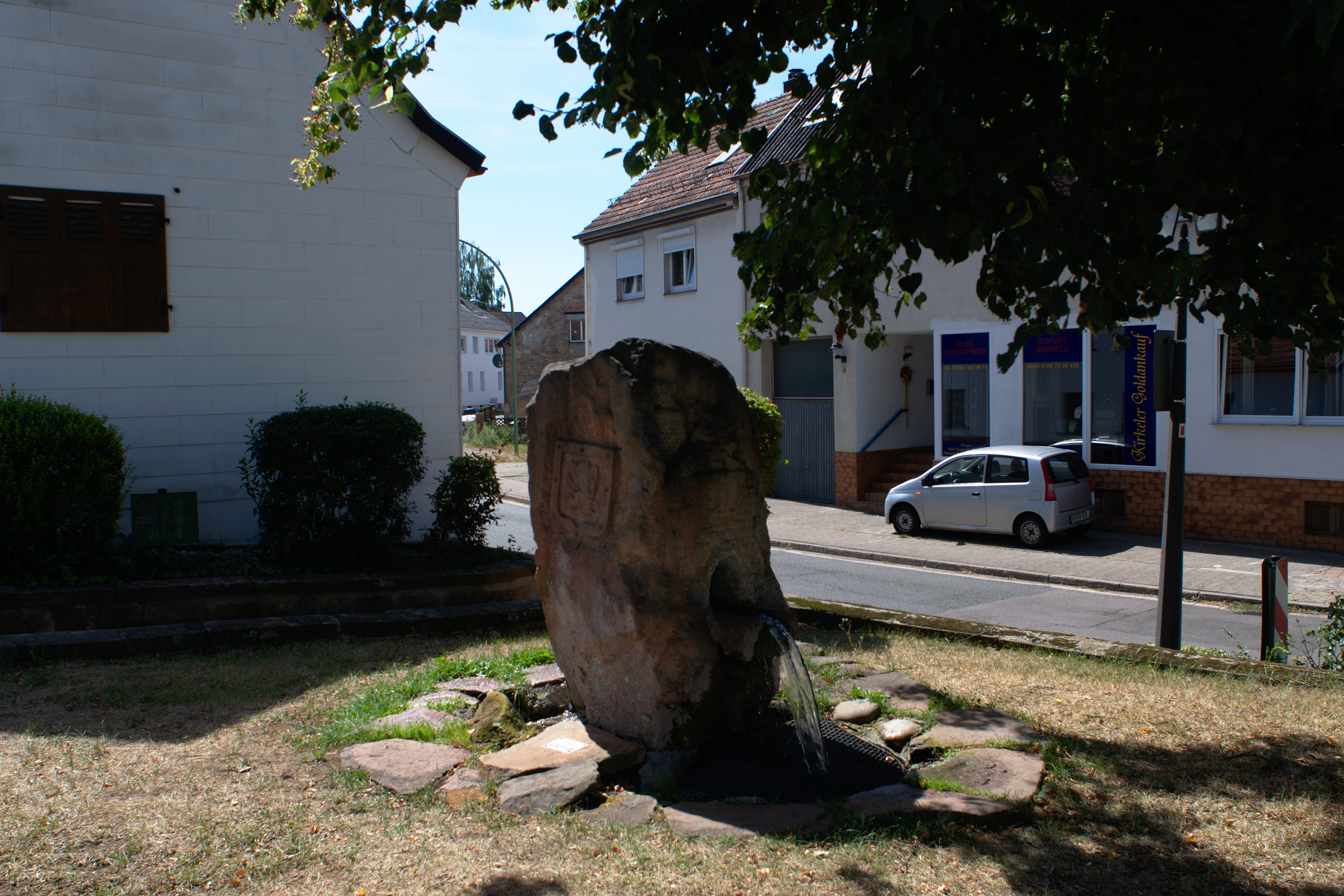
Brunnen in Kirkel-Neuhäusel mit dem Wappen der Partnerstadt Mauléon

- Mauléon (Frankreich), seit 25. Oktober 1980
- Torrox (Spanien), seit 21. April 2012[12]

## Wirtschaft und Infrastruktur

### Verkehr
Auf dem Gemeindegebiet kreuzen sich die Autobahnen A 6 und die A 8 und bilden das Autobahnkreuz Neunkirchen. Der Bahnhof Kirkel liegt zudem an der Bahnstrecke Mannheim–Saarbrücken und ist Halt von Regionalbahnen. Der Ursprung der Bahnlinie geht bis in das Jahr 1879 zurück.

### Ansässige Unternehmen
Die DePuy GmbH zählt mit ihrer mehr als 100-jährigen Erfahrung zu den traditionsreichsten und weltweit führenden Anbietern orthopädischer Produkte auf den Gebieten des künstlichen Gelenkersatzes, der Wirbelsäulen-, Unfall- und Neurochirurgie. Das Unternehmen hat einen Standort in Limbach.
Die Caigos GmbH (ein Unternehmen der IDS-Gruppe), Entwickler des Geoinformationssystems CAIGOS, hat in Kirkel ihren Sitz.
Die CASAR Drahtseilwerk Saar GmbH hat ihren Sitz in Limbach. CASAR entwickelt, produziert und vertreibt Spezialdrahtseile für Krane und andere Anwendungen aus dem Bereich der Hebetechnik.
Das Bildungszentrum Kirkel der Arbeitskammer des Saarlandes schult jährlich etwa 20.000 saarländische Arbeitnehmer.
Die Praktiker AG, Betreiber von Bau- und Heimwerkermärkten, hatte bis Ende 2011 ihren Sitz in Kirkel. Dieser wurde im Rahmen der Restrukturierung des Unternehmens nach Hamburg an den Sitz der Praktiker-Tochter Max Bahr verlegt.
Nachdem das Saarland die Liegenschaft übernommen hatte und bis Ende 2014 noch kein Investor gefunden werden konnte, liefen mehrere Jahre lang Planungen, die leerstehenden Gebäude für eine der landeseigenen Institutionen nutzbar zu machen.
2018 fiel schlussendlich die Entscheidung seitens der Landesregierung, dass auf dem Gelände der ehemaligen Praktiker-Hauptverwaltung in Kirkel ein neues Polizeiareal der saarländischen Polizei entstehen soll. Neben Verkehrspolizei, Bereitschaftspolizei und Diensthundestaffel sollen fünf weitere Dienststellen nach Kirkel kommen: Polizeilicher Ordnungsdienst, Zentrale Auswerte- und Analysestelle, Haushalts- und Kostenwesen, Polizeiliche Informationssysteme sowie das Kraftfahrtwesen.

### Bildung

#### Grundschulen
- Grundschule Kirkel-Neuhäusel
- Grundschule Limbach-Altstadt

#### Weiterführende Schulen
- Gemeinschaftsschule Kirkel-Limbach

### Freizeit- und Sportanlagen

#### Bademöglichkeiten
- Naturfreibad im Ortsteil Kirkel-Neuhäusel
- Solarfreibad im Ortsteil Limbach

#### Sport- und Fußballplätze
- Ortsteil Altstadt: ein Rasen- und ein Hartplatz
- Ortsteil Kirkel-Neuhäusel: drei Rasen- und ein Hartplatz
- Ortsteil Limbach: zwei Rasen- und ein Kunstrasenplatz

#### Tennisplätze
- Ortsteil Kirkel-Neuhäusel: eine Anlage mit sechs Plätzen
- Ortsteil Limbach: eine Anlage mit fünf Plätzen

#### Reitanlagen
- Ortsteil Altstadt: zwei Anlagen (und ein Zuchtbetrieb)

#### Campingplätze
- Campingplatz im Bereich der Freizeitanlage „Mühlenweiher“ im Ortsteil Kirkel-Neuhäusel

#### Sonstiges
- Im Bereich des Felsenpfades gibt es einige zum Klettern geeignete Felsen.
- Minigolfanlage beim Solarfreibad im Ortsteil Limbach

## Kultur und Sehenswürdigkeiten

### Museen
Ein Heimat- und Burgmuseum besteht in Kirkel-Neuhäusel.

### Bauwerke
- Die Burg Kirkel wurde im Jahre 1075 erbaut. Die Burgruine steht auf dem 307 m ü. NN hohen Schlossberg, den man von weit her sehen kann. Der noch erhaltene Turm der Burg ist Wahrzeichen von Kirkel-Neuhäusel.
- Die evangelische Pfarrkirche im Ortsteil Limbach besitzt einen im unteren Teil spätromanischen Turm.
- Der Glockenturm im Ortsteil Altstadt wurde 1859 im damaligen Zentrum des Ortes errichtet. Er ist heute das Wahrzeichen des kleinsten Ortsteiles der Gemeinde Kirkel. Der Glockenturm hat eine Zinnenbekrönung und einen steinernen Helm.
- Über die Limbacher Mühle im Ortsteil Limbach findet sich erstmalige eine Erwähnung im Jahre 1219 in Zusammenhang mit dem Ort „Limpach“ und dem Kloster Wörschweiler. Die „Dorfmühle“ war im Besitz der Kirchschaffnei in Zweibrücken und setzte in dieser Zeit mit Pachtvertrag oder Vererbungsrecht, sogenannte Temporalbeständer oder Erbbeständer als Pächter der Mühle ein. Nach dem 30-jährigen Krieg hat die Müllerfamilie „Weber“ (zu der auch der Begründer der heutigen Karlsberg-Brauerei, Christian Weber, gehörte) von 1776 bis zum Jahr 1931 die Mühle, die auch die „Dorfmühle“ genannt wurde, betrieben. Aufgrund der Weltwirtschaftskrise musste die Mühle dann im Jahre 1931 verkauft werden. Letzter Betreiber der „Limbacher Mühle“ war Alfred Bohn, der die Mühle zu einem florierenden Betrieb ausweitete und auch das alte Wasserrad durch eine Wasserturbine ersetzte. Bis zum Jahre 1963 wurde diese von Herrn Bohn betrieben, bevor sie aufgrund des Mühlenkartells stillgelegt wurde. Im Jahre 1988 wurde die „Limbacher Mühle“ von der Gemeinde Kirkel erworben und teilweise renoviert. Heute ist in den ehemaligen Wohnräumen der Mühle im oberen Teil ein Steuerberatungsbüro angesiedelt, im unteren Teil nutzt der Mühlenverein verschiedene Räume, welche für Seminare und Kurse, aber auch für Familienfeiern in Anspruch genommen werden können.[14] Im historischen Ambiente der Mühle finden unter Federführung des Fördervereins Limbacher Mühle e. V. bis heute jedes Jahr Märkte und Veranstaltungen statt.[15]

### Natur
- Als Naturschutzgebiet ausgewiesen ist das Kühnbruch; das ehemalige Naturschutzgebiet Höllengraben in Altstadt ist heute Bestandteil des Landschaftsschutzgebietes Beeder Bruch. Beide Feuchtgebiete sind insbesondere Lebensraum für seltene Vogelarten wie Bekassine, Rohrweihe, Braunkehlchen und Wasserralle. Der Weißstorch, der in diesem Abschnitt des Bliestales bis in die 1960er Jahre regelmäßiger Brutvogel war, ist als Nahrungsgast ganzjährig zu beobachten.
- Das Areal des ehemaligen Zollbahnhofs, gelegen in den Gemarkungen Altstadt und Homburg, ist als „Vorranggebiet für Naturschutz“ ausgewiesen. Extrem trocken-heiß, ist er insbesondere für Reptilien von großer Bedeutung. So findet sich hier eine große Population der Mauereidechse. Aber auch zahlreiche Vogelarten und eine Vielzahl seltener Pflanzen kommen auf der planen Fläche vor. Ein großer Teil des „Zollbahnhofes“ wurde 2005/06 durch die Ansiedlung einer Wiederaufbereitungsanlage für Bahnschotter zerstört.
- Der Kirkeler Felsenpfad ist Teil eines 7 km langen Rundwanderweges im Kirkeler Wald (Wald hinter dem Burgberg). Der sagenumwobene Unglücksfelsen und die Hollerkanzel sind markante Beispiele für die faszinierenden Steinformationen, die man im Kirkeler Wald finden kann. An dem Felsenpfad befindet sich auch der Frauenbrunnen. Rechts am Brunnen erkennt man einen Durchgang. Nach dem Volksmund soll dieser das Ende eines unterirdischen Fluchttunnels vom Kloster Wörschweiler sein. Geographisch betrachtet ist dies jedoch nicht möglich. Auf den Felsen hinter dem Brunnen sieht man einen Frauenkopf, um den sich mysteriöse Geschichten ranken.
- Den geologischen Lehrpfad erreicht man auf demselben Rundwanderweg, wie der Kirkeler Felsenpfad und den Frauenbrunnen.
- Die Silbersandquelle ist eine artesische Quelle im Wald zwischen Kirkel-Neuhäusel und Furpach. Charakteristisch ist der silberne Sand, aus dem das Wasser herausgepresst wird.
- Der Wolfgangbrunnen ist ein Brunnen im idyllischen Tal zwischen Kirkel-Neuhäusel und Lautzkirchen. Er wird von klarem Wasser aus den Tiefen des Kirkeler Waldes gespeist.

Kirkel liegt an der Bliesgau-Schleife des Saarland-Rundwanderweges.

### Regelmäßige Veranstaltungen
- Kirkeler Burgsommer

Pfingstquack in Altstadt

- Pfingstquack: Pfingstmontag in Limbach, Altstadt und Bayerisch Kohlhof